# Mickaël Bouloux
Pour les articles homonymes, voir Bouloux.
Mickaël Bouloux, né à Dinan (Côtes-d'Armor) le 16 août 1972, est un homme politique français.
Membre du Parti socialiste, il est maire de Le Rheu de 2015 à 2022. Il est élu député dans la huitième circonscription d'Ille-et-Vilaine lors des élections législatives de 2022 sous les couleurs de la Nouvelle Union populaire écologique et sociale (NUPES) et réélu lors des élections législatives anticipées de 2024 dès le premier tour sous les couleurs du Nouveau Front populaire (NFP).

## Situation personnelle
Mickaël Bouloux nait le 16 août 1972 à Dinan, dans les Côtes-d'Armor, d'un père ouvrier à l'arsenal du port militaire de Cherbourg et d'une mère fonctionnaire à La Poste.
Il effectue une classe préparatoire aux grandes écoles au lycée Chateaubriand de Rennes, avant d'intégrer l'École supérieure d’électricité, dont il est diplômé en 1995 (voie informatique)
Il est ingénieur chez Orange.

## Parcours politique
Il adhère au Parti socialiste en 2006.

### Conseiller municipal, adjoint et maire
Il figure en 2008 en 25e position sur la liste du socialiste Jean-Luc Chenut, aux élections municipales du Rheu. Il devient conseiller municipal deux ans plus tard à la suite d'un désistement. Lors des élections municipales de 2014, il est en 3e position sur la liste une nouvelle menée par Jean-Luc Chenut. Il est réélu, devient adjoint aux Finances et conseiller communautaire. Il succède le 11 avril 2015 comme maire du Rheu à Jean-Luc Chenut, après sa démission pour devenir président du conseil départemental d'Ille-et-Vilaine.
Il est tenté de rejoindre La République en marche en 2017, étant séduit par la promesse d'Emmanuel Macron de rassemblement par le centre, mais est finalement déçu par la politique du chef de l’État qu'il juge excessivement droitière.
Le 28 juin 2020, sa liste l'emporte au second tour avec 66 voix d'avance sur celle d'Alain L’Hostis (LREM). Réélu maire par le conseil municipal le 3 juillet suivant par 22 voix sur 29, il devient le 9 juillet le vingtième vice-président de Rennes Métropole, délégué au Tourisme et aux Relations internationales, sous la présidence de la Nathalie Appéré.

### Député
Le 19 juin 2022, il est élu député dans la huitième circonscription d'Ille-et-Vilaine lors des élections législatives de 2022 sous l'étiquette NUPES (PS), en battant le premier questeur et député sortant Florian Bachelier (Ensemble ! - LREM),. Il siège à la commission des Finances.
À la suite de la dissolution de l'Assemblée nationale le 9 juin 2024 par le président de la République Emmanuel Macron son mandat est écourté. Il se présente alors pour un nouveau mandat, sous les couleurs du Nouveau Front populaire et l'emporte au premier tour avec 52,84 % des voix.
Le 28 novembre 2024, lors de la proposition de loi d'abrogation de la réforme des retraites de 2023, Mickaël Bouloux est menacé par le député Modem Nicolas Turquois "monté dans les travées de la gauche" pour le "prendre violemment à partie" ,, et pointé "du doigt d’un air menaçant à quelques centimètres de son visage". Plusieurs vidéos dont une de Stéphane Hablot, député PS de Meurthe-et-Moselle, montrent alors Marc Fesneau, président du groupe MoDem, sortir de l'Assemblée Nicolas Turquois, qui revient ensuite dans l'hémicycle s'approcher d'Antoine Léaument (LFI), avant d'être expulsé par les huissiers, comme il l'avait déjà été le 19 juillet 2020,. Nicolas Turquois accuse d'abord Mickaël Bouloux d'être responsable d'emails menaçant sa famille puis le lendemain sur BFM TV promet de lui "présenter ses excuses tout en justifiant son action par le fait que la gauche diffuse sur les réseaux sociaux une « liste de députés qui ont déposé des amendements » . La porte-parole du gouvernement Maud Bregeon a qualifié sur France2 d’« inadmissibles » et « déplorables » les images de son éviction par les huissiers, tout en jugeant légitime que le débat « soit parfois tendu ».

## Synthèse des fonctions et mandats
- Du 11 avril 2015 au 4 juillet 2022 : maire de Le Rheu.
- Depuis le 22 juin 2022 : député de la huitième circonscription d'Ille-et-Vilaine.

## Synthèse des résultats électoraux

### Élections municipales
Les résultats ci-dessous concernent uniquement les élections où il est tête de liste.
| Année | Commune | 1er tour | 1er tour | 1er tour | 1er tour | 1er tour | 2e tour | 2e tour | 2e tour | 2e tour | 2e tour | Sièges  |
| Année | Commune | Liste    | Liste    | Voix     | %        | Rang     | Liste   | Liste   | Voix    | %       | Rang    | Sièges  |
| ----- | ------- | -------- | -------- | -------- | -------- | -------- | ------- | ------- | ------- | ------- | ------- | ------- |
| 2020  | Le Rheu |          | PS-DVG   | 1 044    | 43,66    | 1re      |         | PS-DVG  | 1 278   | 51,32   | 1re     | 22 / 29 |

### Élections législatives
| Année | Parti  | Parti | Circonscription      | 1er tour | 1er tour | 1er tour | 2d tour | 2d tour | Issue |
| Année | Parti  | Parti | Circonscription      | Voix     | %        | Rang     | Voix    | %       | Issue |
| ----- | ------ | ----- | -------------------- | -------- | -------- | -------- | ------- | ------- | ----- |
| 2022  |        | PS    | 8e d'Ille-et-Vilaine | 22 610   | 45,72    | 1er      | 28 261  | 57,97   | Élu   |
| 2024  | 36 029 | PS    | 8e d'Ille-et-Vilaine | 52,84    | 1er      |          |         | Élu     |       |